# Lapilli

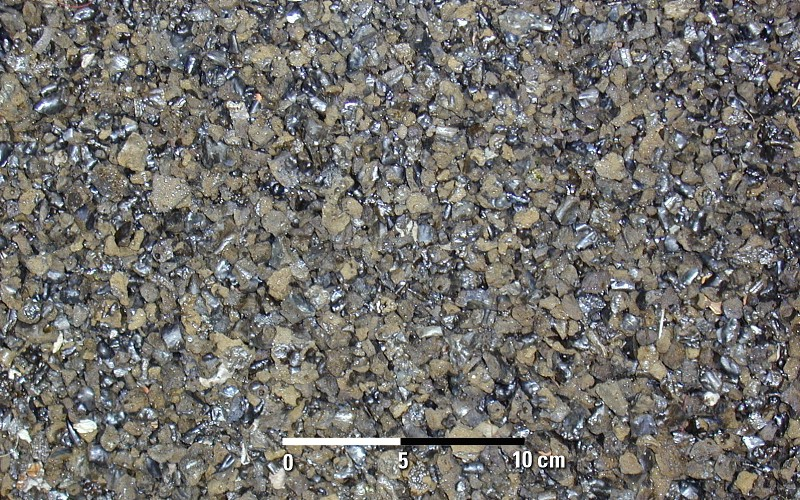
Depósito de lapilli en el volcán Kilauea.

Los lapilli (singular lapillus, del latín: «pequeñas piedras») son un término de clasificación de la tefra según su tamaño y están constituidos por fragmentos piroclásticos, expulsados por un volcán durante una erupción y con un diámetro variable de 2 a 64 mm. En las islas Canarias esto recibe el nombre de picón.

## Formación
Los lapilli se generan en erupciones explosivas a partir de la fragmentación de la lava que recubre las burbujas de gas que ascienden hacia la superficie y explotan por la diferencia de su presión interna con la del entorno.